# Simón Calcaño
Simón Calcaño fue un militar español que luchó en la guerra civil española a favor de la República.
Al estallar la guerra civil se encuentra en Málaga, con el rango de teniente coronel. A finales del mes de julio de 1936, junto al teniente coronel Vasa, avanza con una columna malagueña hacia Granada, pasando por Alhama de Granada, Cacín y ocupando Arenas del Rey y Játar. Luego vencen a los nacionales en la carretera de Granada a Antequera a la altura de Moraleda de Zafayona, avanzan por Brácana, Tocón y Montefrío, en donde ayudan a los leales a la República, y enlazan así con las milicias de Alcalá la Real, aislando totalmente Granada. Otras tropas republicanas avanzan por la carretera de Málaga a Ventas de Zafarraya sobre Granada, llegando el 4 de agosto a La Malahá. Sin embargo, Granada pronto recibe refuerzos, y las milicias malagueñas tienen que retirarse. El 8 de agosto, cuando al coronel Salafranca se le encarga el mando de las tropas del sector de Granada, Simón Calcaño queda al frente de las tropas malagueñas.
En septiembre de 1936 es jefe de sector Norte de la provincia de Málaga, que comprendía la zona frente a Campillos, La Roda y Antequera. 
Sustituye a Luis Romero Basart el 4 de noviembre de 1936 al frente de la Comandancia de Málaga, aunque días después, el 7 de noviembre, entrega el mando a Manuel Hernández Arteaga. Se hace cargo entonces del sector de Alfarnate.
En enero de 1937 ha salido del frente malagueño y está destinado ya como coronel en la columna de Guadalajara, en donde es el segundo jefe; el 21 de enero es sustituido por el teniente coronel Marcelino Flores Conhein.
Hacia finales de febrero de 1937 pasa a mandar el regimiento nº10, en la 3º División (zona de Levante), encargándose del adiestramiento de los nuevos reemplazos. 